# Ghiandola di Bartolino
Le ghiandole di Bartolino (o anche di Bartolini) sono due ghiandole, dell'apparato genitale femminile esterno nella specie umana. Esse vengono altresì definite ghiandole vestibolari maggiori, per distinguerle dalle altre ghiandole, di dimensioni minori, che si trovano sparse nella parete del vestibolo della vagina.

## Morfologia e funzione
Sono simmetriche, una per parte, localizzate lateralmente e posteriormente all'orifizio della vagina, nel terzo inferiore delle grandi labbra. La loro forma è simile a quella di una piccola mandorla, con un diametro massimo di 12-15 millimetri e un peso di circa 5 grammi.
Il loro dotto escretore si apre ai lati dell'orifizio vaginale, a livello del solco formato dalle piccole labbra lateralmente e dall'imene (o dai suoi residui) medialmente.
La ghiandola del Bartolini è unita alla superficie della vulva tramite il dotto di Bartolini, attraversando l'orificio. La lunghezza del dotto varia tra i 1,5 e i 2 cm. Nella donna esistono due dotti, simmetrici tra loro.
Il nome lo si deve a Caspar Bartholin il Giovane, anatomista danese, che per primo descrisse le ghiandole nel suo De ovariis mulierum et generationis historia epistola anatomica.
Durante l'orgasmo femminile, similmente all'eiaculazione maschile, l'intervento di alcuni muscoli produce l'espulsione dalle ghiandole di una piccola quantità di un liquido denso, vischioso e trasparente. Originariamente si riteneva che questo liquido fosse importante per la lubrificazione vaginale. Studi più recenti hanno però dimostrato che la lubrificazione è dovuta a secrezioni prodotte più a monte nella vagina. La funzione di queste ghiandole rimane ancora oggi in via di studio. Probabilmente non hanno alcuna funzione, sono solamente l'equivalente femminile ancestrale delle ghiandole bulbouretrali maschili (di Cowper).
Le ghiandole di Bartolino modificano la loro struttura con l'età della donna, essendo di piccole dimensioni nelle giovani e raggiungendo il massimo volume e funzionalità nella donna sessualmente matura; dopo la menopausa vanno incontro ad atrofia.
Sono ghiandole di tipo tubulo alveolare, divise in lobi e lobuli da sepimenti connettivali. Le pareti dei lobuli sono tappezzate da cellule mucose. Esse, infatti, producono un muco chiaro e viscoso, e la loro funzione è strettamente legata all'attività sessuale, durante la quale, nella fase di eccitazione, rilasciano il loro secreto.

## Patologie
Le ghiandole di Bartolino possono irritarsi o infettarsi, aumentando di volume e diventando dolenti. Questo tipo di patologia, chiamata bartolinite, solitamente può facilmente essere curata dal medico. In alcuni casi essa può portare alla formazione di cisti, chiamate cisti di Bartolino, le quali però si formano più frequentemente a causa di ritenzioni del muco secreto dalla ghiandola all'interno del dotto ghiandolare, che sono generalmente asintomatiche.
Esse possono anche andare incontro a una patologia descritta come carcinoma primitivo della ghiandola di Bartolino, che rappresenta il 5% circa delle neoplasie vulvari.
Questo tumore, che colpisce generalmente le donne anziane, è solido e infiltrante, e può raggiungere un volume di 7 cm. I segni clinici, come ulcere e dolore, compaiono tardivamente.

## Storia scientifica
Sono state descritte per la prima volta nel XVII secolo dall'anatomista danese Caspar Bartholin il Giovane (1655 -1738) nel suo De ovariis mulierum et generationis historia epistola anatomica. Alcune fonti erroneamente attribuiscono la scoperta al nonno, il teologo e anatomista Caspar Bartholin il Vecchio (1585 - 1629).